# Ракітіно (Калінінградська область)
Ракітіно (рос. Ракитино) — селище Німанського району, Калінінградської області Росії. Входить до складу Німанського міського поселення.
Населення —  407 осіб (2015 рік). 